# Pacte germano-soviétique

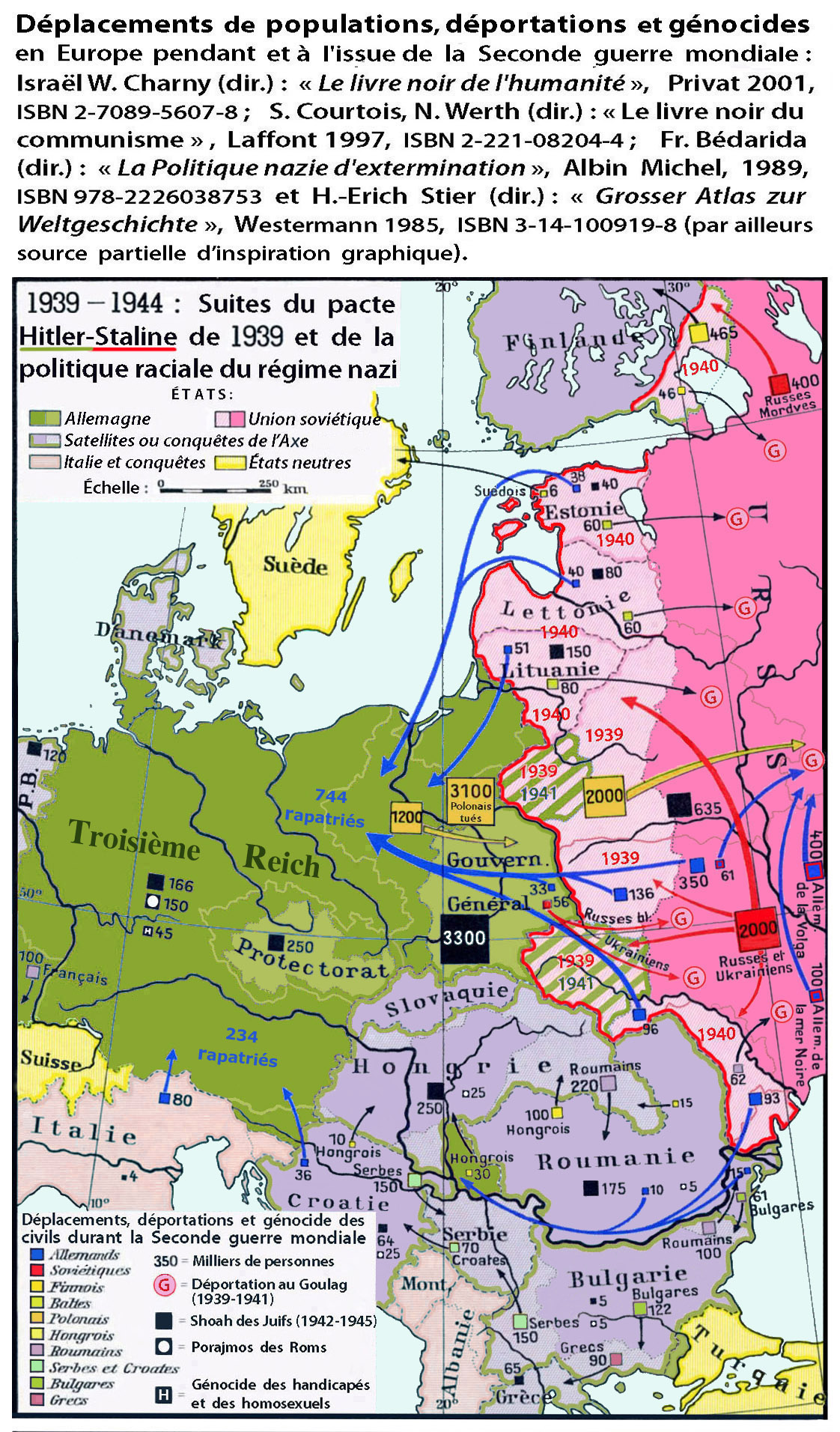
Conséquences territoriales et démographiques du pacte germano-soviétique.

Le Pacte germano-soviétique, ou pacte Ribbentrop-Molotov, est un accord diplomatique signé le 23 août 1939 à Moscou par les ministres des Affaires étrangères allemand, Joachim von Ribbentrop, et soviétique, Viatcheslav Molotov, en présence de Joseph Staline. Des protocoles additionnels sont signés le 28 août et le 28 septembre.
Le pacte porte plusieurs dénominations :
- officiellement c'est un « traité de non-agression entre l'Allemagne et l'Union soviétique » ;
- dans les pays occidentaux prédominent « pacte Molotov-Ribbentrop » ou « pacte Ribbentrop-Molotov » ;
- dans les six pays victimes du pacte, prédomine « pacte Hitler-Staline » ;
- en URSS, dans les États successeurs et dans l'historiographie communiste, prédomine « pacte de non-agression de 1939 »[a].

Outre un engagement de neutralité en cas de conflit entre l'une des deux parties et les puissances occidentales, le Pacte germano-soviétique comportait un protocole secret, qui délimitait pour chaque signataire une sphère d'influence, et dont la mise en œuvre se traduira par l'invasion conjointe, l'occupation et l'annexion de certains États ou territoires (Pologne, Finlande, pays baltes, Bessarabie).
Signé pendant l'offensive soviétique contre les Japonais en Mongolie, le pacte met un terme aux plans antisoviétiques japonais et de ce fait, même après la rupture du pacte le 22 juin 1941 par l'offensive allemande contre l'URSS, le Japon refusera toujours d'attaquer l'URSS par l'est. En revanche, la rupture du pacte germano-soviétique entraîne la signature d'un accord anglo-soviétique, d'autant plus vital pour la Grande-Bretagne, que la France avait de son côté brisé l'engagement interallié du 28 mars 1940 à ne pas conclure de paix séparée avec l'ennemi, et préféré, à une reddition militaire, un armistice et une politique de collaboration avec le Reich.

## Le contexte international menant à la signature du pacte

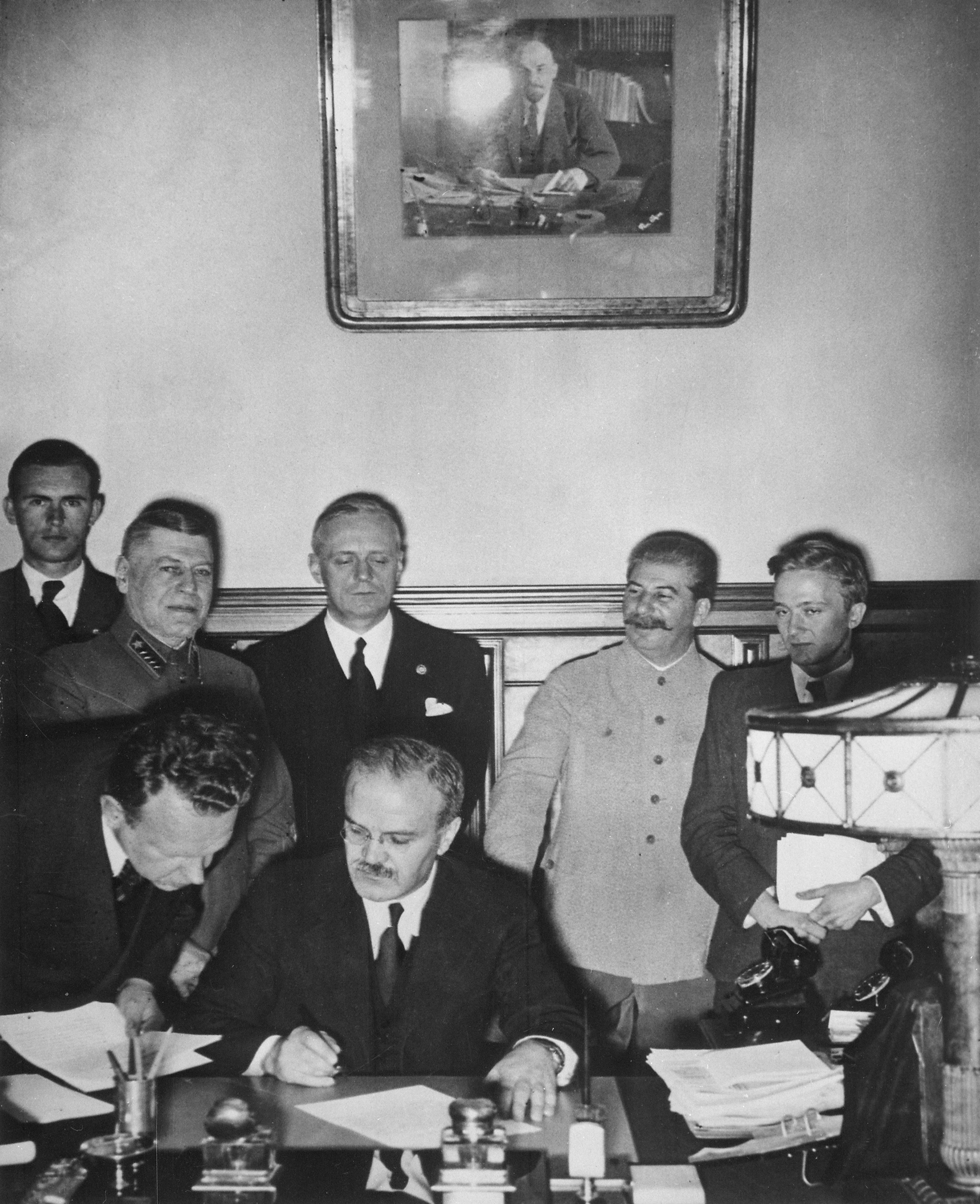
Signature du pacte.

### Guerre d'Espagne et chute de Madrid
Engagée en soutien de la république d'Espagne contre les forces de Franco et ses alliés fascistes, l'URSS perd progressivement sur ce théâtre l'avantage technique face à une Allemagne dont l'industrie militaire tourne à plein régime depuis 1935, année où ce dernier pays s'affranchit du traité de Versailles. À partir de 1937, les blindés soviétiques rencontrent d'importantes difficultés face à l'arrivée de nouveaux canons antichars allemands et les avions sont rendus obsolètes par les nouveaux HE-111 et ME-109 allemands. La guerre d'Espagne montre aux Soviétiques d'une part que leur industrie militaire n'est pas à la hauteur de celle du Reich, et d'autre part que les démocraties occidentales ne sont pas prêtes à s'engager dans un conflit majeur. Madrid tombe fin mars 1939.

### Échec des négociations pour une sécurité collective en Europe
Entre 1932 et 1938, les diplomates soviétiques explorent avec les autorités britanniques et françaises l'éventualité de constituer une alliance antifasciste. Cette politique est bien accueillie par le ministre français des Affaires étrangères, Louis Barthou, et permet des négociations qui aboutissent en 1935 au traité franco-soviétique d'assistance mutuelle. Toutefois Louis Barthou meurt, touché avec d'autres personnes lors de la fusillade suivant l'assassinat d'Alexandre Ier de Yougoslavie en voyage officiel en France. Son successeur est Pierre Laval. À une alliance soviétique, celui-ci préfère un rapprochement de la France avec les petits pays d'Europe centrale ; resté profondément pacifiste, il ne croit d'ailleurs pas que Hitler veuille la guerre[réf. nécessaire].
Dans les années 1930, la montée des conflits sociaux en France fait craindre à Moscou un virage à droite des élites, voire leur conversion au fascisme. Avec la victoire du Front populaire, la diplomatie soviétique tente de ranimer l'idée d'une alliance antifasciste qui pourrait également inclure le Royaume-Uni ; pourtant, après son entretien avec Léon Blum, Maxime Litvinov rapporte à Staline que le président du Conseil français lui a donné « une impression de fatigue et de fatalisme d'outre-tombe ». Quant aux discussions militaires franco-soviétiques, qui avaient été à plusieurs reprises reportées par les autorités françaises, Léon Blum estime qu'elles sont « sabotées » par les généraux et par son ministre de la Défense, Édouard Daladier, qui le remplacera peu après en s'alliant avec la droite.
À partir du printemps 1939, les Occidentaux font des concessions pour obtenir l'alliance des Soviétiques, tandis que Staline pose ses conditions : pouvoir occuper les États baltes et la Bessarabie, et une convention militaire avant tout accord politique, exigences déjà formulées dans le plan proposé par Litvinov le 17 avril. Pour les pays menacés par Staline, la possibilité d'une protection alliée était peu crédible : ni la France du général Maurice Gamelin avec la stratégie défensive de la ligne Maginot, ni la puissance principalement navale du Royaume-Uni ne semblaient pouvoir ou vouloir intervenir à l'Est sur les terres finnoises, baltes, polonaises ou roumaines qu'exigeait l'URSS en échange de son alliance. Le comité des chefs d'état-major britannique lui-même établissait « l'impossibilité absolue d'assurer une protection militaire efficace de la Pologne » ; en conséquence, les pays d'Europe centrale et orientale, échaudés par l'abandon de la Tchécoslovaquie, commencent à se tourner vers le Reich pour assurer leur protection face aux ambitions soviétiques.

### Accords de Munich et déclaration Bonnet-Ribbentrop
Lorsque la Tchécoslovaquie fut menacée d'invasion par l'Allemagne nazie, l'URSS réclama la tenue immédiate de négociations militaires entre des représentants des forces soviétiques, françaises et tchécoslovaques, ainsi que l'inscription de la crise à l'ordre du jour de l'assemblée générale de la SDN. L'ambassadeur soviétique Ivan Maïski indique que son pays est disposé à apporter une aide militaire à la Tchécoslovaquie à condition que la France intervienne également, ce qu'elle refuse.
Le 30 septembre 1938, la France et l'Angleterre (représentées respectivement par Daladier et Chamberlain) signent les accords de Munich avec l'Allemagne nazie et l'Italie (représentées respectivement par Hitler et Mussolini), laissant le champ libre aux nazis pour annexer la région des Sudètes en Tchécoslovaquie, peuplée d'importantes minorités allemandes. La proposition de Staline d'envoyer des troupes aider la Tchécoslovaquie se heurte au refus de la Pologne du colonel Józef Beck et de la Roumanie du roi Carol II de laisser passer l'Armée rouge, ces deux pays craignant que les Franco-Britanniques laissent les Soviétiques occuper leurs territoires au mépris des traités de Rīga et Paris.
Ribbentrop signe le 6 décembre 1938 avec le gouvernement français, représenté par Georges Bonnet, une déclaration exprimant leur volonté de « collaboration pacifique », aux termes de laquelle les parties s’engagent à se concerter mutuellement sur les questions intéressant les deux pays en cas de difficultés internationales et considèrent leurs frontières comme définitives ; de l'autre côté, la recherche de son « espace vital », la rhétorique agressive de Hitler, la classification des Slaves comme « sous-hommes » menacent non seulement la Tchécoslovaquie et la Pologne, mais aussi l'URSS.

### Échec des négociations soviétiques avec la Finlande
En avril 1938, les Soviétiques, trouvant la frontière finlandaise trop proche de Leningrad, à seulement 32 km, lui proposent d'échanger des terres au nord-ouest de Leningrad jusqu'à une ligne Koivisto-Kaarlahti et la presqu'île de Hanko contre une bande de territoire équivalente dans la grand Nord peu peuplé, en Carélie soviétique. La Finlande refuse et depuis lors, l'historiographie soviétique, puis russe, la considère comme responsable de la guerre d'Hiver.

### Menaces japonaises sur l'Orient soviétique
L'URSS se confronte depuis plusieurs années au Japon, membre depuis 1936 du pacte anti-Komintern. Les Soviétiques, présents en Mongolie, dans le Tannou-Touva et le Xinjiang, soutiennent le Parti communiste chinois et son armée à la fois contre le pouvoir nationaliste chinois et contre le Japon, qui de son côté s'est emparé en 1931 de la Mandchourie. La confrontation donne lieu à une série de conflits frontaliers soviéto-japonais. En 1938 les deux pays s'affrontent à la bataille du lac Khassan. Après les accords de Munich, le Japon accélère ses démarches pour la signature d'une alliance tripartite contre l'URSS, qui échoue face aux réticences de l'Italie, laquelle préférerait une confrontation avec la France, l'Angleterre et les États-Unis. Les Soviétiques craignent d'avoir à combattre sur deux fronts. À partir du 11 mai 1939, Soviétiques et Japonais s'affrontent à Khalkhin Gol. Au moment de la signature du pacte, les Soviétiques, menés par Gueorgui Joukov, encerclent les armées japonaises à la suite de l'offensive qu'ils avaient lancée trois jours auparavant.

## Étapes du rapprochement entre l'Allemagne et l'URSS

### Intervention d'Hitler
La position favorable de l'URSS dans ses négociations avec l'Allemagne s'accroît avec le temps : Hitler a en effet ordonné l'invasion de la Pologne pour le 26 août et ses généraux ainsi que Joachim von Ribbentrop le poussent à pactiser avec Staline. Les négociations piétinent jusqu'à ce qu'Hitler intervienne personnellement dans la discussion diplomatique pour que l'accord se fasse. En URSS, Viatcheslav Molotov remplace le ministre des Affaires étrangères Maxime Litvinov, favorable à une alliance avec les démocraties occidentales et dont les origines juives sont, en outre, mal vues à la fois par les nazis et par Staline.

### 23-24 août: Signature du pacte et conversations entre Staline, Molotov et Ribbentrop
La relation de l'URSS avec le Japon fut le premier point de discussion entre Staline et Ribbentrop dans la nuit suivant la signature du pacte, Staline exprimant le désir d'une médiation allemande pour améliorer les relations avec les Japonais tout en déclarant : "Si le Japon désire la guerre, il l'aura". Ribbentrop le rassura en lui expliquant que le pacte anti-Komintern n'était pas dirigé contre l'Union soviétique et que l'Italie voyait le pacte d'un très bon œil. Les autres points de discussion portaient sur les capacités militaires françaises et britanniques, la position de la Turquie, et les ambitions italiennes concernant la Grèce, après s'être emparée de l'Albanie.

## Contenu

### Clause de non-agression
Le pacte proclamait un renoncement au conflit entre les deux pays ainsi qu'une position de neutralité dans le cas où l'un des deux pays signataires était attaqué par une tierce partie. Chaque signataire promit de ne pas rassembler de forces qui seraient « directement ou indirectement dirigées contre l'autre partie ».

### Protocoles secrets
Ces protocoles délimitaient les sphères d'influence de l'Allemagne nazie et de l'URSS dans les pays situés entre eux (Scandinavie, Finlande, pays baltes, Pologne, Roumanie, Grèce, Turquie). Ils entérinent le partage de la Pologne, l’annexion par l’URSS des Pays baltes et de la Carélie.
Le partage de la Pologne eut effectivement lieu après que l'Allemagne nazie eût envahi la Pologne le 1er septembre 1939, suivie par l'URSS le 17 septembre. La ligne de partage se trouvait un peu à l'ouest de la ligne Curzon, qui avait été proposée par la Grande-Bretagne pour séparer la Pologne de la Russie après la guerre russo-polonaise de 1920.

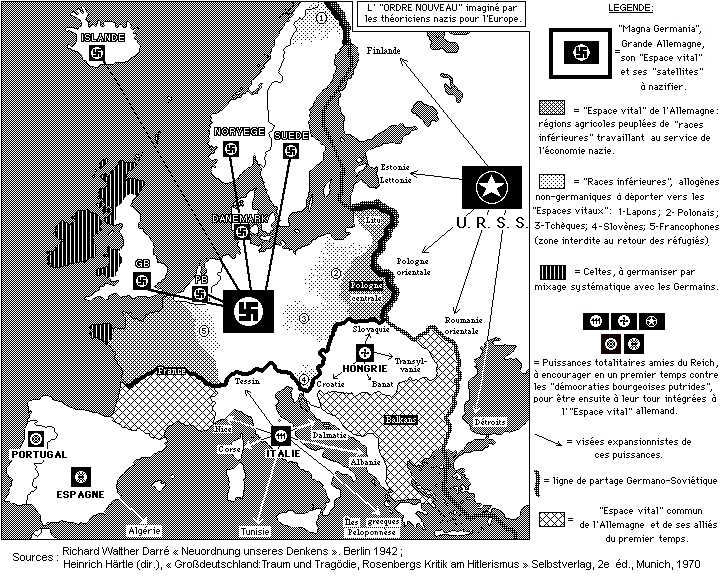
Le « nouvel ordre européen » nazi imaginé en 1939 par Richard Walther Darré et Alfred Rosenberg, matrice des protocoles secrets du Pacte.
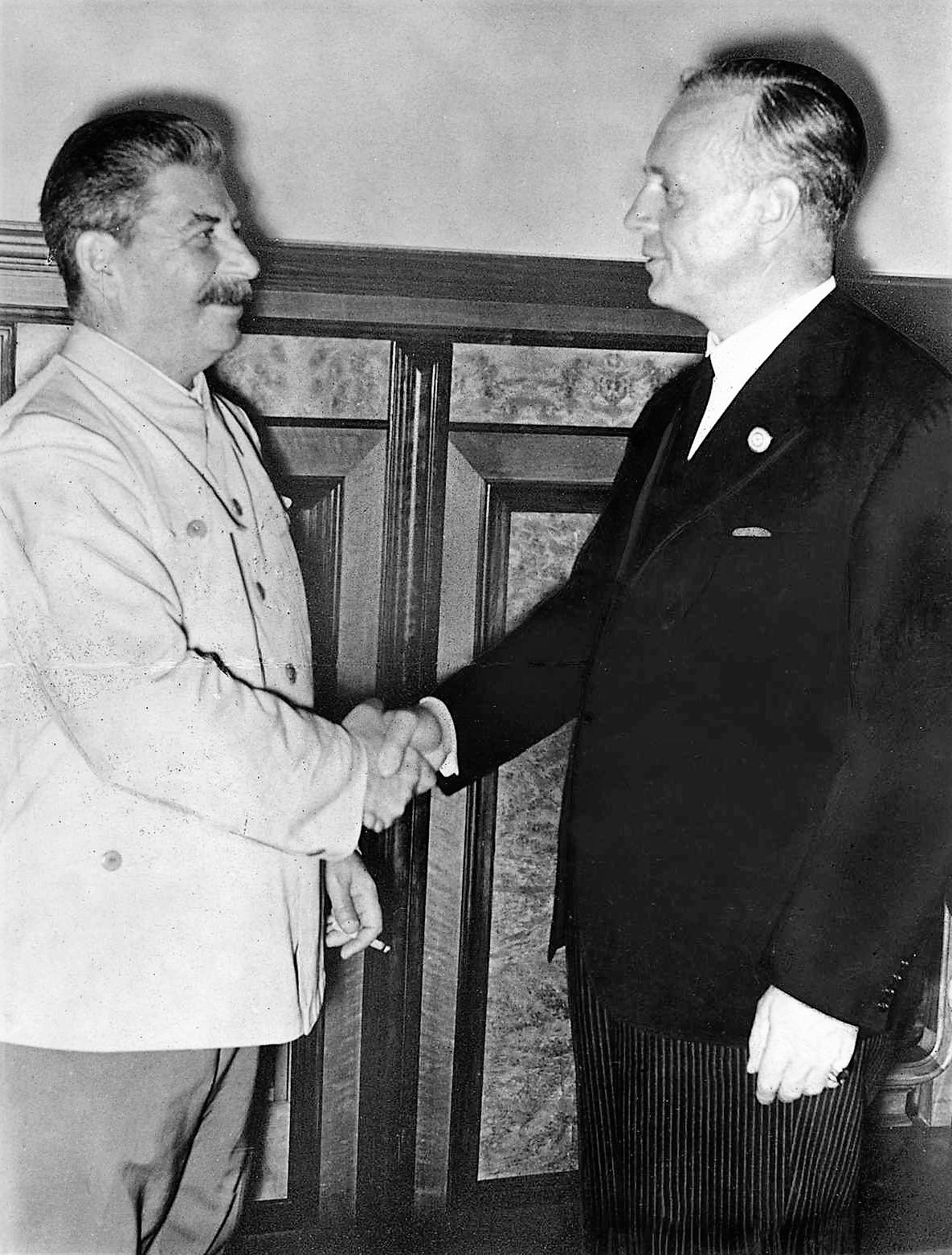
Staline et Ribbentrop se serrent la main après la signature du pacte au Kremlin de Moscou.
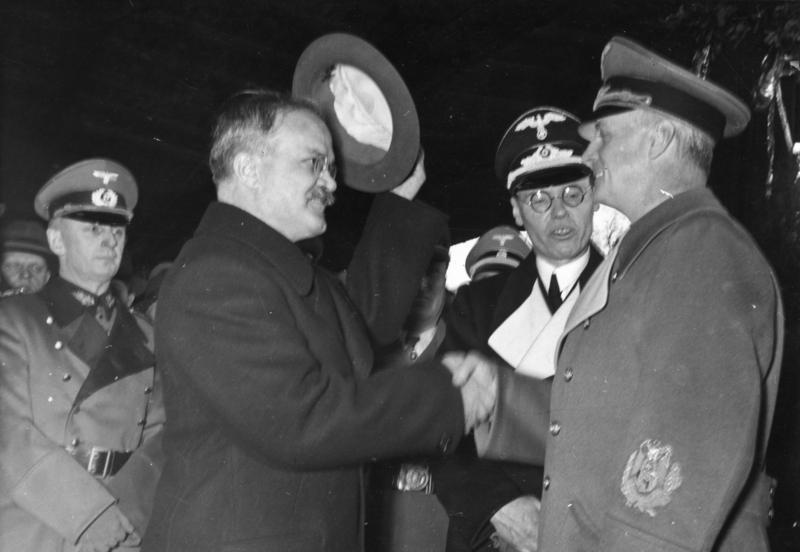
Molotov et Ribbentrop à Berlin en 1940.
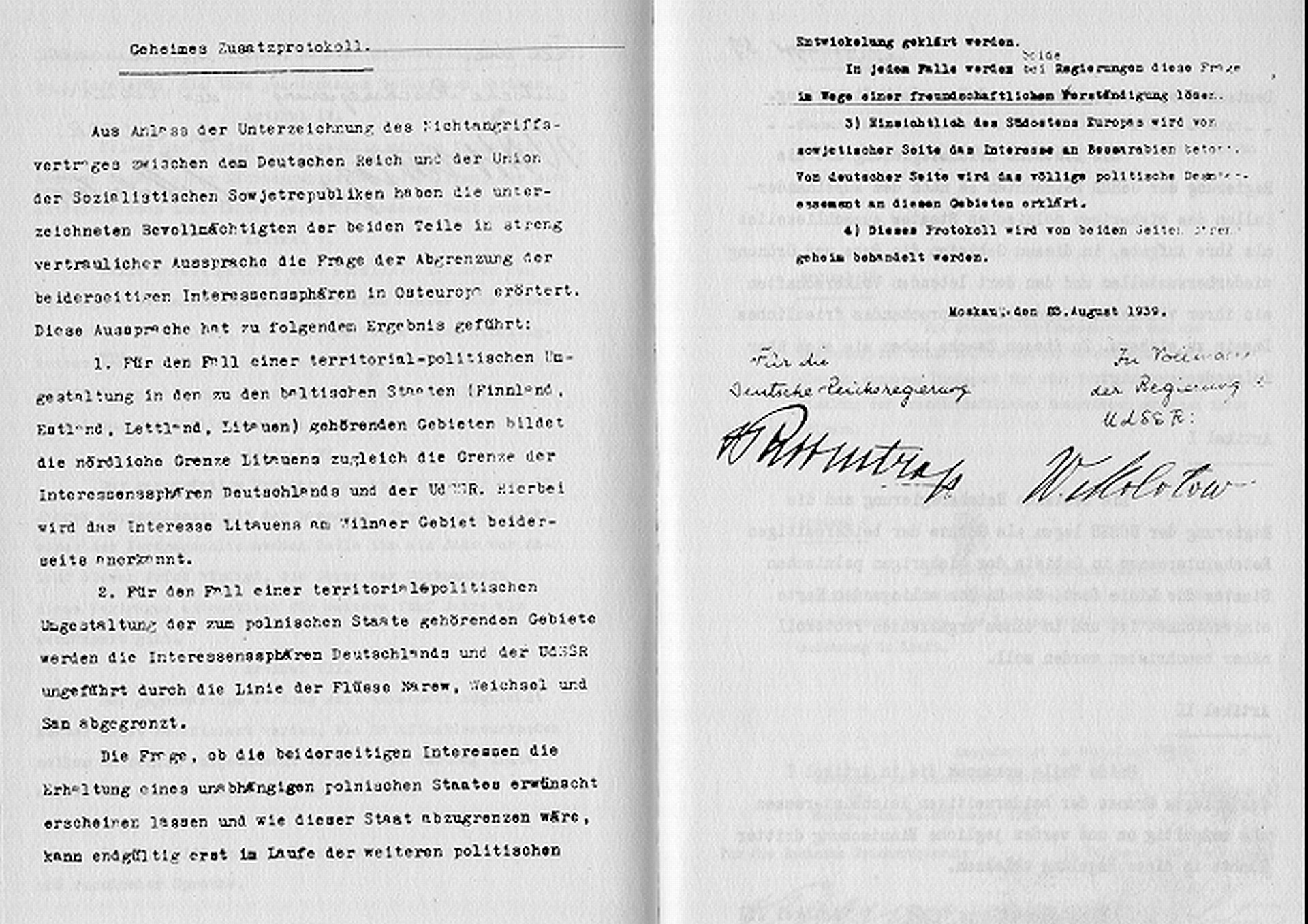
Texte allemand du protocole secret.
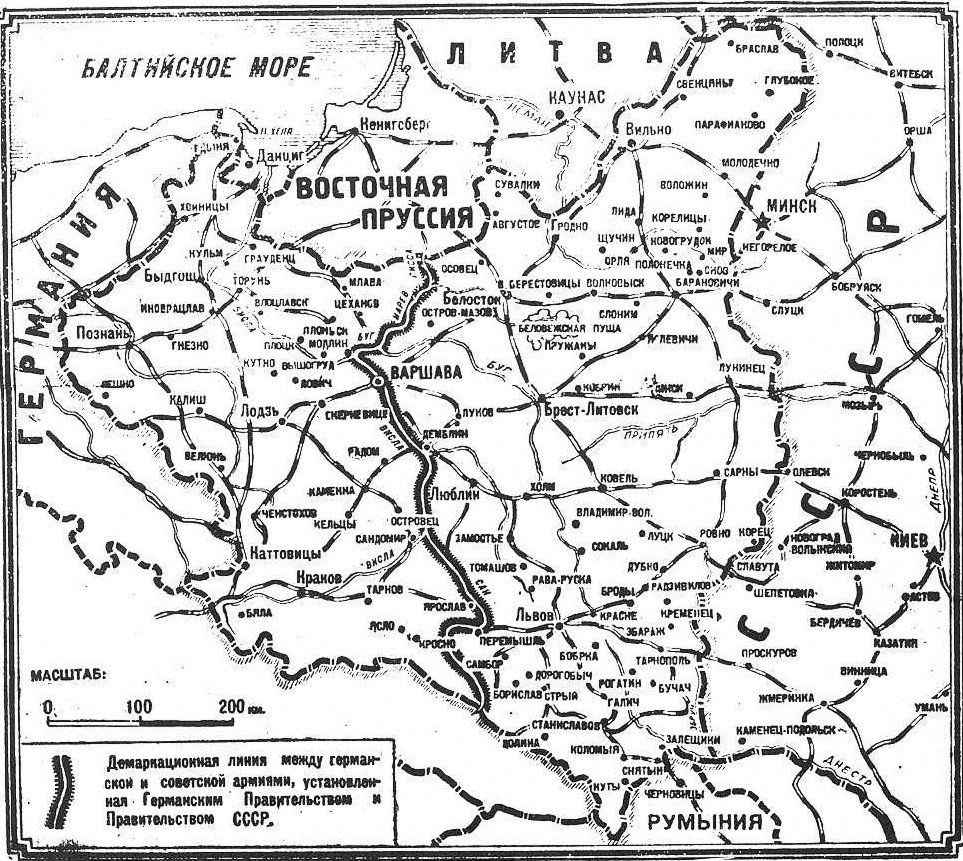
Carte du partage de la Pologne publiée dans le quotidien soviétique Izvestia du 18 septembre 1939 : Varsovie y apparaît sur la ligne de démarcation.
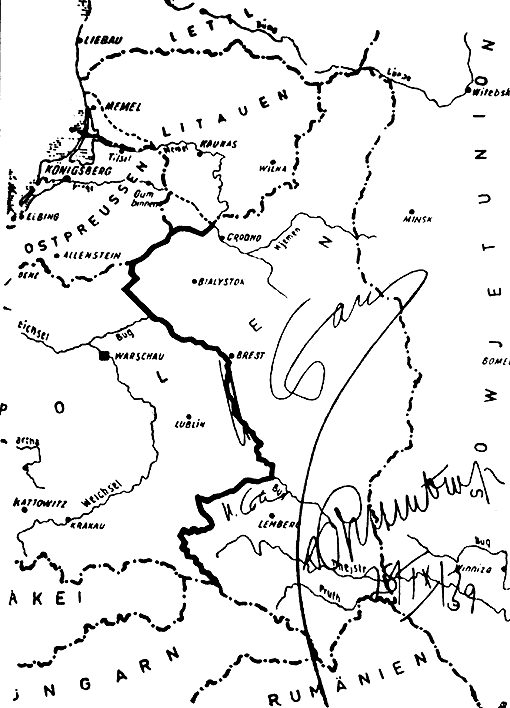
Même chose, côté allemand : Varsovie est en zone allemande, à l'Ouest de la ligne de démarcation.
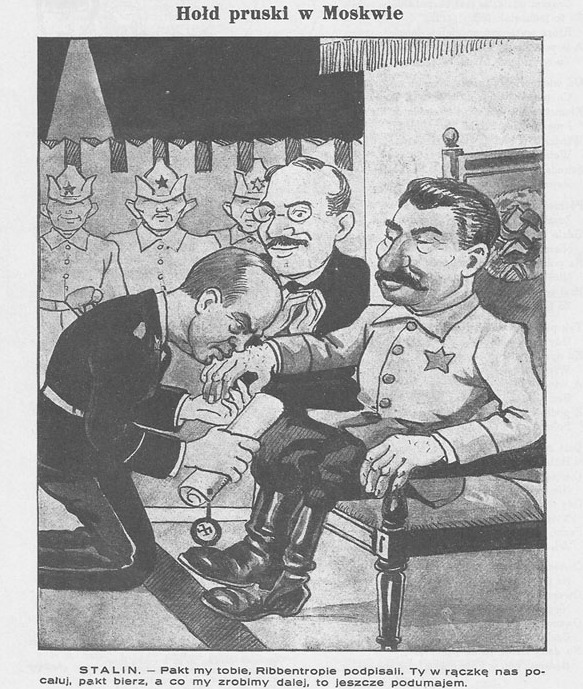
Caricature polonaise montrant Ribbentrop baisant la main de Staline devant Molotov applaudissant.
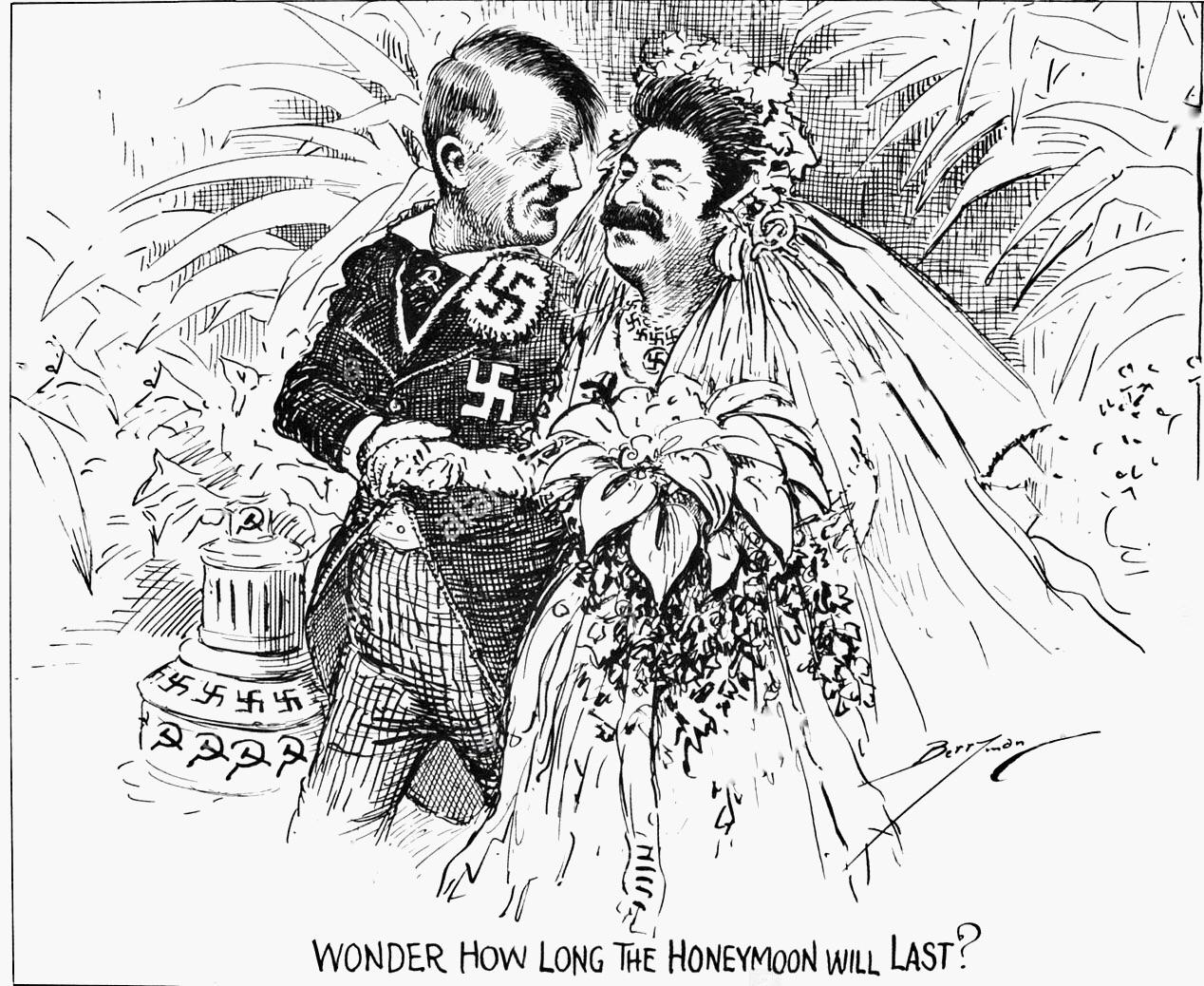
« Combien de temps la lune de miel va-t-elle durer ? » Caricature de Clifford Berryman, The Washington Star, 9 octobre 1939.

Par ce traité, la Gestapo s'engageait aussi à livrer au NKVD les réfugiés russes (Russes blancs ou dissidents) présents sur le territoire allemand et réclamés par l'URSS. En échange, l'URSS livrait à l'Allemagne de nombreux réfugiés antifascistes et certains communistes allemands et autrichiens vivant en URSS (ce fut le cas de Margarete Buber-Neumann et de la figure du Parti communiste d'Autriche, Franz Koritschoner).

## Gains territoriaux et échanges économiques
Chaque partie trouva, durant deux ans, son intérêt dans ce pacte.

### Gains territoriaux et avantages militaires
D'un côté, l'URSS put s'agrandir sans combattre de 388 892 km2 aux dépens des pays baltes (166 583 km2), de la Pologne (172 171 km2) et de la Roumanie (50 138 km2), avançant sa frontière vers l'ouest de 300 km en moyenne. De l'autre côté, ce pacte permettait au Troisième Reich de rapatrier des divisions, notamment blindées, vers l'ouest, sans craindre une attaque soviétique venant de l'est. Les Allemands purent ainsi envahir en mai 1940 la France par un Blitzkrieg, avant de se retourner l'année suivante contre l'URSS lors de l'opération Barbarossa, le 22 juin 1941, rompant ainsi le pacte.
Paul-Marie de La Gorce détaille les quatre motivations soviétiques selon les territoires convoités :
1. Finlande : acquisition de territoires finnois en Carélie, officiellement « pour désenclaver Léningrad » ;
2. pays baltes : augmentation du nombre des ports soviétiques (une quinzaine de plus) et de la longueur des côtes sur la mer Baltique (4 335 km de plus) ;
3. Pologne : annulation de la paix de Rīga de 1920, ayant laissé à la Pologne des territoires biélorusses et ukrainiens qui avaient ainsi échappé à la terreur rouge, à la collectivisation et aux famines (dont la grande holodomor de 1933 en Ukraine) ;
4. Roumanie : accès aux bouches du Danube et annulation de l'union, en 1918, de la République démocratique moldave à la Roumanie, en dépit des efforts de la république soviétique d'Odessa pour empêcher cette union.

### Aspects économiques
Les relations économiques entre l'Union soviétique et l'Allemagne nazie s'intensifièrent grâce au pacte : cela permit à Staline d'acquérir machines de précision, avions, navires, appareils optiques et autres technologies (dont la vente lui était refusée par l'Angleterre et la France), et aux nazis, qui finançaient leur guerre à crédit, d'accumuler des réserves de céréales, de pétrole et de matières premières (pour un montant de 500 millions de marks) dont leur armée et leur industrie avaient besoin pour fonctionner et poursuivre le réarmement, comme le montre le tableau ci-dessous.
|                     | Total importations soviétiques | Juin 1941 Stocks allemands | Juin 1941 (sans les importations soviétiques) | Octobre 1941 Stocks allemands | Octobre 1941 (sans les importations soviétiques) |
| Produits pétroliers | 912                            | 1 350                      | 438                                           | 905                           | -7                                               |
| Caoutchouc          | 18,8                           | 13,8                       | -4,9                                          | 12,1                          | -6,7                                             |
| Manganèse           | 189,5                          | 205                        | 15,5                                          | 170                           | -19,5                                            |
| Céréales            | 1 637,1                        | 1 381                      | -256,1                                        | 761                           | -876,1                                           |

### Aspects stratégiques
Plusieurs historiens russes,, notent que jusqu'à la veille de l'attaque allemande, les commissaires politiques ont continué à « purger » l'Armée rouge de nombreux officiers parmi les plus compétents (donc suspects de regards critiques sur les décisions de Staline), que le NKVD a continué d'arrêter comme « saboteurs » les ingénieurs en armement et aviation qui soulignaient le danger nazi, et que le Politburo du Parti communiste de l'Union soviétique se méfiait des avertissements d'agents de renseignement soviétiques comme Richard Sorge ou Leopold Trepper. Leurs publications sont très critiquées par les défenseurs de Staline, car elles montrent que la thèse officielle d'un pacte « pour gagner du temps face à une attaque nazie anticipée et connue comme inévitable » ne tient pas.

## Conséquences à court terme

### Démission du gouvernement japonais et armistice
Les Japonais sont stupéfaits de la signature du pacte. Ils n'avaient été mis au courant des négociations que le 21 août au soir. Alors que leurs forces sont encerclées par les Soviétiques à Khalkhin Gol, la nouvelle de la signature provoque une grave crise gouvernementale. Le cabinet Hiranuma Kiichirō, qui espérait un ralliement de l'Allemagne à une guerre contre les Soviétiques, démissionne le 28 août. Le nouveau gouvernement du général Nobuyuki Abe dénonce une "trahison" et proclame vouloir mener une "politique étrangère indépendante". La défaite à la bataille de Khalkhin Gol et la signature du pacte contraignent le Japon à renoncer à son plan d'alliance anti-soviétique et à réorienter sa politique vers le Sud-Ouest asiatique. Le 16 septembre, un armistice est signé entre le Japon et l'Union soviétique.

### Invasion et partage de la Pologne

Partage prévu (à gauche) par le protocole secret signé par Joachim von Ribbentrop et Viatcheslav Molotov, comparée au partage finalement convenu sur le terrain (à droite).

Le 28 septembre 1939, douze jours après l'invasion soviétique et près d'un mois après l'invasion allemande, l'Allemagne nazie signe avec l'URSS le « Traité germano-soviétique de délimitation et d'amitié », qui définit la collaboration, redessine les zones d'influence et les frontières entre les deux puissances entrainant de facto, une disparition de la Pologne. La ligne de démarcation germano-soviétique est, à peu de détails près, l'actuelle frontière orientale de la Pologne (à l'ouest de la ligne Curzon de 1920 : cette frontière actuelle est dénommée « ligne Curzon A » par les sources soviétiques qui appellent « ligne Curzon B » le tracé de 1920 laissant à la fois Bialystok et Lwów à la Pologne).
Les gouvernements nazi et soviétique s'entendent aussi sur la possibilité d'échanges de personnes citoyennes ou d'origine de l'autre pays de se déplacer vers la nation de leur préférence, avec préservation de leurs droits à propriété : en pratique, Staline accepte de laisser partir les Allemands ethniques vivant en URSS ou dans les territoires nouvellement annexés par celle-ci, avec leurs biens.
Par rapport aux premières stipulations, le territoire de la Lituanie est transféré dans la zone d'influence de l'Union soviétique, tandis que la voïvodie de Lublin et des parties de celle de Varsovie passent sous contrôle allemand (une nouvelle carte signée par les deux parties est jointe au protocole). Une petite partie du territoire lituanien reste néanmoins dans la zone allemande et les accords commerciaux ne sont pas annulés. Le protocole prévoit également que les deux parties ont l'obligation de prendre des mesures pour prévenir et empêcher toute action de la résistance polonaise à l'encontre du cosignataire. Des consultations mutuelles à propos de toutes les actions répressives qui sembleraient utiles étaient prescrites :
« Aucune des deux parties n'autorisera sur son territoire d'agitation polonaise susceptible d'affecter le territoire de l'autre pays. Elles mettront un terme à une telle agitation sur leur territoire respectif et informeront l'autre partie des moyens mis en œuvre pour y parvenir. »
Ces moyens firent l'objet d'échanges constants entre la Gestapo et le NKVD, durant tout l'hiver 1939-1940, moment à partir duquel chacun des deux occupants s'appliquera à se débarrasser des élites polonaises. Les Allemands mettent en avant des critères raciaux, les Soviétiques des critères sociaux (par exemple, les officiers polonais prisonniers sont massacrés à Katyn). L'Église catholique, l'un des piliers de l'identité polonaise, est persécutée par les deux parties, mais tout Polonais ayant dépassé la baccalauréat ou ayant exercé des responsabilités de quelque ordre que ce soit, voit sa vie menacée.

### Invasion de la Finlande
L'URSS relança le 9 octobre 1939 les pressions sur la Finlande lancées en avril 1938, pour se faire céder l'isthme de Carélie et une base navale dans le Sud-Ouest du pays : le 14 octobre, l'URSS propose de louer pour trente ans le port de Hanko, qui commandait l'entrée du golfe de Finlande et permettrait aux Soviétiques de contrôler celui-ci. Le recul de la frontière sur l'isthme de Carélie (laissant cependant une partie de la frontière sur la ligne Mannerheim) fut également exigé, sous prétexte de mettre Léningrad hors de portée d'une artillerie lourde ennemie. Enfin, l'URSS demanda une rectification de frontière à l'extrême nord afin de contrôler les abords du port de Mourmansk, seul port soviétique utilisable toute l'année. Au total, c'est 2 750 km2 que demandait l'URSS à la Finlande, proposant de lui céder en échange 5 527 km2 autour de Repola et Porajorpi.
La Finlande refusa en arguant qu'elle était liée à l'URSS par le Pacte de non-agression de 1932 et capable de repousser elle-même toute invasion ennemie, sans avoir à céder des territoires pour cela. En réponse, le 28 novembre, l'URSS dénonça le pacte entre les deux pays et franchit la frontière le 30, entamant sans sérieux préparatifs militaires la guerre d'Hiver.

### Invasion des pays baltes
L'URSS ne revendiquait pas les pays baltes devenus indépendants de la Russie en 1918 mais, comme pour la Finlande, exigea d'eux, à partir de 1938, la cession, sous prétexte de sécurité stratégique, de bases navales et aériennes dans les îles Hiiumaa-Saaremaa, à Talinn, Riga et sur la côte de Courlande. Dès le début des négociations du pacte Hitler-Staline, les Soviétiques massent des troupes aux frontières de l'Estonie, de la Lettonie et de la Pologne. La Lituanie n'avait alors pas de frontière avec l'URSS et la première version du pacte Hitler-Staline l'attribuait à l'Allemagne nazie, en raison de sa proximité avec la Prusse-Orientale.
Après l'invasion de la Pologne, la seconde version du Pacte attribue les trois pays baltes à l'URSS. Sous la pression diplomatique conjointe du Troisième Reich et de l'URSS, un « pacte de défense et d'assistance mutuelle » qui permit à l'URSS de disposer de leurs ports et de stationner des troupes sur leurs territoires, traité signé respectivement le 28 septembre, le 5 octobre et le 10 octobre 1939, pour des durées de dix ans pour l'Estonie et la Lettonie et quinze ans pour la Lituanie. L’évasion hors d'Estonie de l’équipage de l’« Orzel », sous-marin polonais qui avait été interné à Tallinn, est considérée par l'URSS comme un casus belli de la part de l'Estonie, démontrant ouvertement que l'URSS était alors l'alliée objective de l'Allemagne nazie. Le 18 octobre, le 29 octobre et le 3 novembre 1939, les premières troupes soviétiques entrent en Estonie, en Lettonie et en Lituanie conformément au Pacte,,.
Concernant la Lituanie, un protocole supplémentaire du 10 janvier 1941 (signé en même temps qu'un accord d'échanges de matières premières, selon l'accord économique du 1er février 1940) stipule que l'Allemagne renonce à la part du territoire lituanien à laquelle elle avait droit par l'avenant au pacte du 28 septembre 1939, moyennant des dédommagements versés par l'Union soviétique : 7,5 millions de dollars-or, dont un huitième sous la forme de livraisons de métaux non-ferreux dans un délai de trois mois, les sept huitièmes restants venant en déduction des paiements que l'Allemagne devait honorer avant le 1er février 1941.

### Invasion en Roumanie
L'Union soviétique n'avait jamais reconnu le vote d'union de la République démocratique moldave avec la Roumanie en 1918, et n'était pas signataire du traité de Paris (1920) reconnaissant cette union. En revanche, l'URSS n'avait pas de revendications sur la Bucovine du Nord ni sur l'arrondissement de Hertsa qui furent pourtant également annexés à la faveur du Pacte. Le 26 juin 1940, le ministre des Affaires étrangères soviétique, Viatcheslav Molotov, remet un ultimatum à Gheorghe Davidescu, ambassadeur de Roumanie à Moscou, dans lequel l'URSS exige la cession de la Bessarabie et de la Bucovine du Nord dans les 24 heures qui suivent,,.
Les frontières roumaines avaient été garanties le 13 mai 1939 par le Royaume-Uni et la France mais cette dernière venait de s'effondrer, et le premier, soumis au Blitz aérien, semblait sur le point de succomber à son tour. La Roumanie avait fait transiter par son territoire, en septembre 1939, les restes de l'armée polonaise, le gouvernement et le trésor national de la Pologne, emmenés à Alexandrie (en territoire britannique) par le Service maritime roumain : elle était donc considérée comme « hostile » tant par Hitler (dont l'ambassadeur à Bucarest, Wilhelm Fabricius (de), « conseille vivement » aux Roumains d'« accepter l'ultimatum soviétique, afin d'éviter une invasion militaire à grande échelle ») que par Staline. Le roi Carol II obtempère et le 28 juin 1940, l'URSS occupe les territoires qu'elle exigeait et même un peu plus (arrondissement de Hertsa).

### Répercussions en France
Pour les dirigeants français, ce pacte unissant deux dictateurs contre des pays amis de la France, est aussi inquiétant que surprenant : Henri Amouroux raconte qu'Édouard Daladier croit d'abord à une plaisanterie. Le Parti communiste français, suivant les directives de Moscou, soutient et tente de justifier ce pacte, par exemple grâce aux plumes de Jean Bouvier ou de Jean Gacon. Position que tous les militants n'acceptent pas : dans les jours qui suivent, certains militants communistes déchirent leur carte, 22 parlementaires (sur 74) démissionnent du parti, les autres sont déchus de leur mandat. Malgré cela et en dépit des propos patriotiques rassurants des dirigeants communistes, notamment de Marcel Cachin, Édouard Daladier interdit la presse communiste dès le 26 août et décide la dissolution du parti le 27 septembre 1939.

## Controverses autour du pacte
Les motivations du Pacte sont l'objet de débats dus à la divergence entre les sources soviétiques postérieures (ou suivant le point de vue soviétique) pour lesquelles le pacte visait à retarder au maximum le conflit afin de tenter de rattraper le retard technologique soviétique, et les autres sources pour lesquelles Staline souhaitait simplement faire monter les enchères en négociant tant avec les Alliés occidentaux qu'avec l'Axe, afin de récupérer à bon compte les territoires perdus par les tsars (Finlande, pays baltes, Pologne orientale, Bessarabie) grâce à une complicité active avec le Reich, en profitant de l'inaction des Occidentaux. À partir du printemps 1939, Staline devient l'arbitre de l'Europe et les Occidentaux font des concessions pour obtenir l'alliance des Soviétiques, tandis que Moscou pose ses conditions : pouvoir occuper les États baltes et une partie de la Roumanie, et une convention militaire avant tout accord politique, exigences déjà formulées dans le plan proposé par Litvinov le 17 avril.
Selon l'historien Adam Ulam, l'événement décisif à l'origine du Pacte serait la garantie, le 13 mai 1939, de l'intégrité territoriale de la Pologne et de la Roumanie par le Royaume-Uni et la France. Cette garantie montrait à l'URSS qu'en se rapprochant des Occidentaux, elle ne pourrait pas faire valoir ses revendications territoriales sur les anciennes possessions des tsars devenues un « glacis européen d'États-tampons » finnois, baltes, polonais ou roumains sur sa frontière occidentale. En revanche, si le Troisième Reich attaquait la Pologne conformément au pacte, cela forcerait les Alliés occidentaux à déclarer la guerre aux nazis qui auraient alors intérêt à éviter toute guerre à l'est : dans cette situation l'URSS pourrait s'agrandir sans contrepartie en Europe orientale. Ce calcul de Staline était stratégiquement rationnel mais ne tenait compte ni de l'irrationnalité du Führer, ni du fait que s'étant réarmé à crédit, le Reich ne pouvait pas trop retarder ses plans de conquête à l'est. 
Après la guerre, Molotov affirma avoir « espéré, lors de la signature, gagner environ un an jusqu'à l'attaque allemande, tout en créant une zone-tampon vers l'ouest pour protéger les centres politiques et économiques du pays », ce qui ferait du Pacte un grand succès diplomatique, puisque ce sont presque deux ans qui se sont écoulés entre sa signature et l'attaque nazie. Henry Kissinger soutient ce point de vue dans son livre Diplomatie, qui qualifie le Pacte de « plus grand coup diplomatique de génie du XXe siècle ». Selon Sabine Dullin, « les protocoles secrets qui accompagnent, entre le 23 août et le 28 septembre 1939, le pacte signé par Staline avec Hitler, sont la matrice de la grande guerre patriotique : ce partage impérialiste avec l'Allemagne nazie transgresse en effet le code d'honneur anti-impérialiste et antifasciste porté par le régime » [soviétique]. Quoi qu'il en soit, les protocoles secrets du pacte et leurs conséquences dans la période 1939-1941 resteront un véritable tabou jusqu'à la dislocation de l'URSS et l'ouverture (éphémère) des archives.
Si l'on en croit le Précis d'histoire du Parti communiste de l'Union soviétique de Boris Ponomarev (en) publié à Moscou en 1970, ce pacte aurait été motivé par la crainte de l'isolement, par « la faiblesse et la complicité des impérialistes occidentaux avec le Troisième Reich », et par le danger d'une attaque « par les impérialistes japonais » en extrême-orient. En offrant par le pacte plus d'avantages aux Allemands qu'ils n'en auraient en attaquant l'Union soviétique, il se serait agi de « gagner du temps » avant une attaque prévisible. Ces positions sont partagées par de nombreux historiens :
Paul-Marie de La Gorce écrit que les atermoiements franco-anglais face à une « grande alliance » contre l'Allemagne nazie, leurs concessions à Hitler, notamment divers accords comme l'accord naval anglo-allemand de 1935 (signé par Ribbentrop et le ministre des Affaires étrangères britannique, Samuel Hoare), les accords de Munich de 1938 ou le traité de non-agression franco-allemand, peuvent aussi expliquer que l'URSS perçoive les démocraties occidentales comme indifférentes sinon délibérément hostiles envers elle, et se rabatte sur un accord avec l'Allemagne.
Winston Churchill écrit dans ses mémoires que « l'offre des Soviétiques fut ignorée dans les faits. Ils ne furent pas consultés face à la menace hitlérienne et furent traités avec une indifférence, pour ne pas dire un dédain, qui marqua l'esprit de Staline. Les événements se déroulèrent comme si la Russie soviétique n'existait pas. Nous avons après-coup terriblement payé pour cela ».
L'historien soviétique Roy Medvedev affirme que le Pacte germano-soviétique ne doit pas être ajouté à la liste des crimes et des erreurs de Staline : il pense en effet que « le gouvernement soviétique se trouva obligé de signer ce pacte parce que l'Angleterre et la France favorisaient le fascisme allemand et empêchaient l'aboutissement des négociations qui devaient sceller un pacte d'assistance mutuelle avec l'URSS ». Pour Medvedev, les politiques française et britannique, en permettant le réarmement et le renforcement de l'Allemagne nazie « dans l'espoir que cette force se retournerait contre le bolchevisme, ont obligé l'URSS à se protéger en mettant à profit les conflits qui opposaient les États impérialistes ».

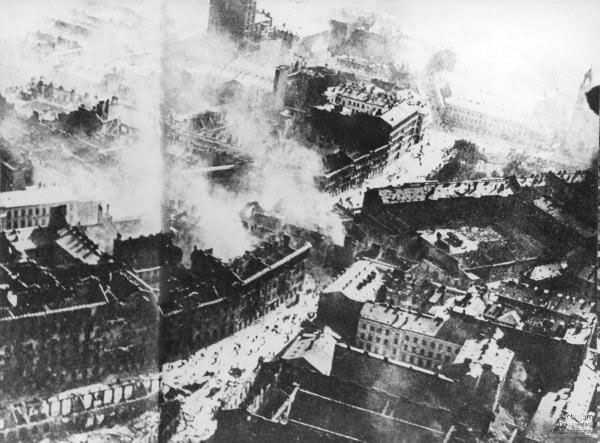
Varsovie en ruines après les bombardements allemands.

## L'URSS: du déni à la reconnaissance et retour
L'URSS et le mouvement communiste international ont nié l'existence des protocoles secrets et justifié le Pacte par la nécessité, pour Staline, de « gagner du temps » ; en langue française, des auteurs comme Pierre Daix, Jean Bouvier, Jean Elleinstein (jusqu'en 1961), Roger Garaudy, Roland Leroy, Claude Morgan ou André Wurmser ont produit de nombreuses sources secondaires diffusant le point de vue soviétique. Une photographie de la signature du Pacte germano-soviétique a donné lieu à une falsification largement diffusée : sur la photo modifiée on voit Ribbentrop et Molotov. Sur l'original se trouvaient en plus, avec un décor différent, alignés debout derrière eux, plusieurs hauts dignitaires soviétiques dont le premier, Staline. Après l'attaque allemande en Russie (1941), il s'agissait alors de minimiser l'engagement de Staline dans ce dossier.
Au Royaume-Uni, l'existence des protocoles secrets est connue au moins depuis 1945 et a été rendue publique dans les médias occidentaux après la guerre, mais ce n'est qu'en 1989, lors de la perestroïka (« restructuration ») et conformément aux principes de la glasnost (« transparence »), que l'URSS a reconnu l'ensemble du Pacte et de ses finalités ; le document original a été publié par le gouvernement de la fédération de Russie en 1992.
Toutefois, au XXIe siècle, depuis 2014, l'historiographie russe se rapproche à nouveau du point de vue soviétique sur le pacte, en une démarche de réécriture de l'histoire intégrée dans la réhabilitation de Joseph Staline perceptible notamment au travers du Régiment Immortel, de la réduction de la portée du pacte ou encore l'effacement d'autres évenements comme l'attaque de la Finlande. Ce mouvement s'inscrit dans le cadre plus ample d'une nouvelle célébration d'une mythologie nationale renouvelée par le pouvoir russe. Ce phénomène  a été analysé par l'historienne franco-russe Galia Ackerman,,,

### Témoignages et ouvrages d'époque
- D'Harcourt, « Le Pacte germano-russe et la réaction de l'Allemand moyen », L'Époque, Paris, no 812,‎ 30 août 1939.
- Édouard Daladier, « De Munich au Pacte germano-russe », Minerve, Paris, no 31,‎ 19 avril 1946.
- Édouard Daladier, « Le procès de Nuremberg et le Pacte germano-russe », Minerve, Paris, no 29,‎ 5 avril 1946.
- Aimé Doumenc, « Non la France et l'Angleterre ne sont pas responsables du Pacte germano-soviétique », Carrefour, Paris, no 140,‎ 21 mai 1947  — général français..
- Albert Rossi, Deux ans d'alliance germano-soviétique, Paris, Fayard, 1949.
- Albert Rossi, Le Pacte germano-soviétique. L'histoire et le mythe, Paris, Cahiers des amis de la liberté, 1954.
- Albert Rossi, « Une défense du Pacte germano-soviétique », Preuves, Paris, R. Ferrand, no 35,‎ janvier 1954.
- Pierhal, « Comment fut négocié le Pacte germano-soviétique », Revue de Paris, Paris, no 7,‎ 1er avril 1940.
- Pavel Soudoplatov, Missions spéciales : mémoires d'un maître espion soviétique, Paris, Éditions du Seuil, 1994  — l'auteur a été l'adjoint de Beria.
- USA - The Department of State, La Vérité sur les rapports germano-soviétiques de 1939 à 1941, Paris, Éditions France-Empire, 1948.

### Études historiques et essais
- Gilbert Beaubatie, « L'alliance entre l’Allemagne nazie et l'URSS stalinienne : 70 ans après », sur arkheia-revue.org, Montauban, Arkheia, 2009.
- Jacques Benoist-Méchin, « Comment fut signé le Pacte germano-russe », Historia hors-série, Paris, Tallandier, no 6 « Cinquante ans d'histoire de Russie 1917-1967 »,‎ septembre 1967  — personnalité du régime de Vichy.
- Hélène Carrère d'Encausse, Alexandra Kollontaï, la walkyrie de la Révolution, Paris, Fayard, 2021.
- Michael Jabara Carley, 1939 : l'Alliance de la dernière chance : une réinterprétation des origines de la Seconde Guerre mondiale, Presses de l'Université de Montréal, 2001 (lire en ligne)  — étude des relations internationales basée sur des documents officiels qui ont été rendus publics ou qui sont toujours inédits : quatre sources archivistiques de la période 1938-1941 (françaises, britanniques, allemandes et soviétiques) publiées entre 1990 et 1998.
- Jean-Baptiste Duroselle, Politique étrangère de la France : la Décadence, 1932-1939, Paris, éditions du Seuil, coll. « Points. Série Histoire » (no 63), 1983 (1re éd. 1979, Imprimerie nationale), 568 p. (ISBN 2-02-006347-6, présentation en ligne), [présentation en ligne], [présentation en ligne].
- Roger Genebrier, Septembre 39. La France entre en guerre, Alta, éditions Philippine, 1982.
- René Girault, « Pourquoi Staline a signé le Pacte germano-soviétique ? », L'Histoire, Paris, Le Seuil, no 14,‎ juillet-août 1979  — professeur à la Sorbonne de relations internationales.
- Gabriel Gorodetsky (trad. Isabelle Rozenbaumas), Le Grand Jeu de dupes, Paris, Les Belles Lettres, 2000.
- G. Guicheteau, « Il y a cinquante ans le Pacte germano-soviétique - Hitler et Staline complices », Historama, Paris, R. Ferrand, no 66,‎ 1er août 1989.
- Sebastian Haffner, Le Pacte avec le Diable : les relations germano-soviétiques 1917-1941, Alvik éditions, 2006, 141 p. (ISBN 2-914833-52-0).
- Paul-Marie de La Gorce, 39-45 : Une guerre inconnue, Paris, Flammarion, 1995, 639 p. (ISBN 2-08-067099-9).
- Jacques de Launay, Les Grandes Décisions de la deuxième guerre mondiale, Genève, Édito-Service, 1975.
- Jean-Gilles Malliarakis, L'Alliance Staline-Hitler 1939-1941, Paris, éditions du Trident, 2011  — intellectuel d'extrême droite française.
- Roger Maria, De l'accord de Munich au Pacte germano-soviétique du 23 août 1939, Paris, Éditions L'Harmattan, 1995, 314 p. (ISBN 2-7384-3297-2, lire en ligne).
- Jean-Jacques Marie, La collaboration Staline-Hitler, Tallandier, 2023, 352 p.
- Roger Moorhouse (en), Le Pacte des diables. Histoire de l'alliance Staline et Hitler (1939-1941), Buchet-Chastel, 2020[12].
- Revue Communisme qui publie depuis 1981, avec le soutien du CNRS et du laboratoire le GEODE (université Paris X – Nanterre), l'essentiel des travaux sur le sujet.
- Anthony Rhodes, « Le Pacte germano-soviétique », Historia Magazine Deuxième Guerre Mondiale, Paris, Tallandier, no 21,‎ 1968.
- Jacques Robichon, Les Grands Dossiers du Troisième Reich, t. 1, Paris, Librairie académique Perrin, 1969.
- Yves Santamaria, 1939 : le Pacte germano-soviétique, Complexe, 1999, 141 p. (ISBN 2-87027-771-7, lire en ligne).
- William L. Shirer, La Montée du nazisme : de la naissance d'Hitler au Pacte germano-sovietique de 1939, Paris, L'Encyclopédie contemporaine, 1963.
- Henri Soutou et Émilia Robin-Hivert, L'URSS et l'Europe : De 1941 à 1957, PU Paris-Sorbonne, 2008, 473 p. (ISBN 978-2840505709, lire en ligne)